# Flavio Gaudenzio
Flavio Gaudenzio (in latino Gaudentius; fl. 399) è stato un generale romano di origine barbarica che servì sotto Teodosio I.
Era il padre di Flavio Ezio.

## Biografia
Le fonti antiche lo vogliono di origini scite o, sulla scorta del suo cognomen, gotiche. Sposò una donna italiana, ricca e di nobile famiglia il cui nome non è stato tramandato, da cui ebbe Ezio.
La sua famiglia era tra quelle di maggior spicco in Scizia. Iniziò la carriera militare, divenendo protector domesticus. Nel 399 era Comes Africae; il 19 marzo di quell'anno, insieme al comes Giovio, distrusse i templi pagani di Cartagine, e, nel tardo 399, in tutta l'Africa.
Tra il 399 e il 425 divenne Magister equitum per Gallias; ricoprì questa carica fino alla morte, avvenuta in occasione di una ribellione militare antecedente il 425, dovuta probabilmente all'insofferenza delle truppe alla sua rigida disciplina militare.